# フォルシアクラリオン・エレクトロニクス
フォルシアクラリオン・エレクトロニクス株式会社（英: Faurecia Clarion Electronics Co., Ltd.）は、フォルシアグループ傘下の車載音響機器メーカー。社名は高音域の巻管の楽器クラリオン（ビューグル）に由来する。本社は埼玉県さいたま市中央区新都心に所在する。かつては日立グループの一員だった。

## 概要

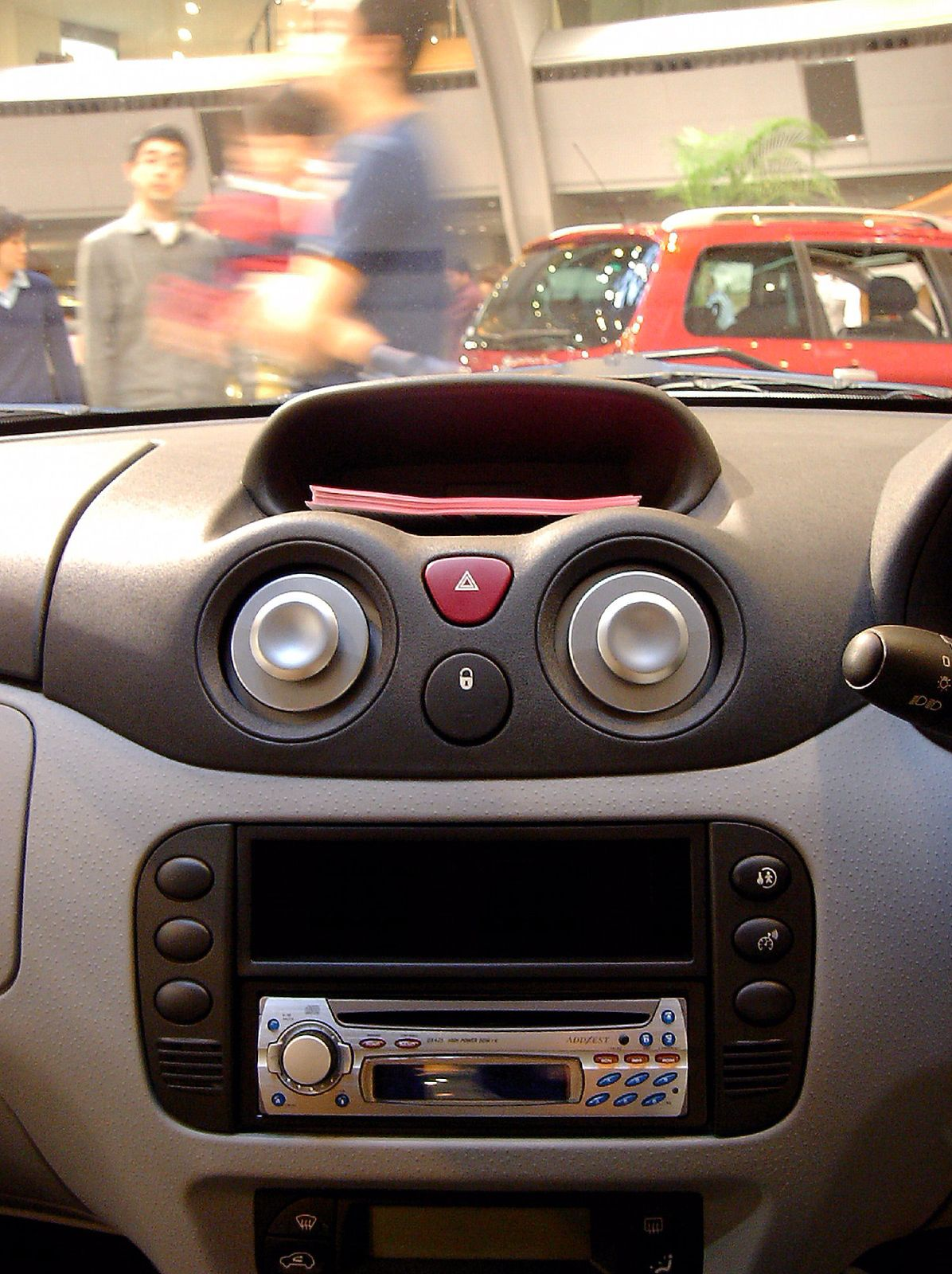
シトロエン・C2に装着されているクラリオン製カーオーディオ

カーAV（カーオーディオやカーナビゲーション）、バス用の放送装置などが主力商品である。日産やホンダを始めとする日本の各自動車メーカーや、日本国外ではPSA・プジョーシトロエン・ルノー等へ純正ナビ・オーディオをOEM納入している。2005年にはAppleのiPodと連携したカーオーディオ、「VRX755VD」（北米向け）を発売し、引き続き日本国内でも同様のカーオーディオやカーナビを発売した。日産純正カーナビでのiPod対応型も発売した。2007年には、多様なメディアの再生機能や高い耐久性が評価され、米国で販売していた「VRX935VD」と「VCZ625」の2製品がアメリカ航空宇宙局に採用された。カーAV機器としては世界で初めて、自動車と同じ12V電源を持つ国際宇宙ステーション内に取り付けられる。2012年6月には、自動車向けクラウド情報ネットワークサービス「Smart Access」を開始する。
バス用機器も事業の柱のひとつで、音声合成放送装置や運賃表示機、行先表示機、シンセサイザーカラオケなど多岐に亘る。特に国内路線バス向け音声合成システム市場においては、約7割のシェアを持つ。（2007年現在）
かつては家庭・施設向けのカラオケも手掛け、この販売・楽曲配給はBMB（現：エクシング）が行っていた。現在も歌広場等でクラリオン製スピーカー等が設置されているのを見ることができる（なお、クラリオン製スピーカーが接続されているアンプおよびコマンダーは旧BMBのUGAに限らず、引き継いだエクシングのJOYSOUND（主にUGAからの交換）や第一興商のDAMもある）。また、過去にはシステムキッチンなど、厨房機器の製造及び輸入販売も手掛けていた。
2002年からコンテンツ事業を開始した。Webサイト・携帯公式サイトも運営している。「Movieum」「Smart Access」「おなまえ鑑定団」。
キャンペーンガール「クラリオンガール」を主催していたことでも有名である。同社カーナビゲーションのガイド音声役でもある。
2010年発売のカーナビゲーションから、経路誘導時の音声を好みで変更することができる「ダウンロードボイス」を展開。現在では丹下桜、松来未祐、植田佳奈、洲崎綾、西明日香といった人気声優を起用している。
2015年のフランクフルトモーターショーで、新Full Digital Sound システムを発表し、2016年春より日本、北米、欧州、オーストラリアで発売開始した。
2018年10月26日、日立製作所（クラリオンは2006年12月、TOBにより日立製作所の連結子会社化）は東京都内で決算会見を開き、フランスの大手自動車部品サプライヤーであるフォルシア（Faurecia）にクラリオンを899億円で売却すると正式に発表した。これによりクラリオンは日立製作所の連結子会社から外れる。日立製作所はフォルシア子会社であるエナップ シス エスエーエスが行う株式公開買付けに、保有するクラリオンの普通株式を全て応募し、2019年3月1日にエナップ シス エスエーエスによる株式公開買付けが成立。クラリオン株式は、同年3月25日付で上場廃止となった。
2024年現在はトラック・バスなどの商用車向け製品やOEMに特化しており、市販のカーオーディオ・カーナビマーケットからは実質撤退状態にある。

## ブランド
- 1980年代前半、カーオーディオ「City Connection」シリーズを発売し、エマニエル坊やが出演するCMが話題になった。
- 1990年から2005年まで、日本国内でのカーAVのアフターマーケット用のブランドに「アゼスト」（ADDZEST）を使用していた（晩年期のCMには吉川晃司が出演）が、2006年から再び「クラリオン」に統一した。
  - ノイズフィルターなどのアクセサリーパーツ、商用車向け機器には「アゼスト」を冠することは無く、乗用車のディーラーオプション機器はClarionブランドとADDZESTブランドが混在していた。
- 2007年からブランドイメージキャラクターとしてジャミロクワイを起用。イメージムービーの中ではボーカルの「ジェイ・ケイ」がイタリア・ジョルジェット・ジウジアーロデザインのコンセプトカー「モレー」で街を疾走するシーンが見られる。

## 沿革
- 1940年（昭和15年）12月 - 東京都文京区白山前町21番地に白山無線電機株式会社を設立、電池式家庭用ラジオの製造を開始。
- 1943年（昭和18年）11月 - 瀧澤無線電機工業を合併、商号を帝国電波株式会社に変更。
- 1948年（昭和23年） - 日本初のカーラジオを開発、発売。
- 1951年（昭和26年） - 日本初 クラリオン初の純正ラジオ 日野ルノー「ル・パリジャン」発売。2月、日本初のカーラジオを発売。
- 1958年（昭和33年）6月 - カーラジオのアメリカ向け輸出に成功、今日のカーオーディオ輸出の基盤を築く。
- 1959年（昭和34年）6月 - カーラジオが日産自動車より純正部品指定を受ける。
- 1962年（昭和37年）8月 - 東京証券取引所市場第二部に株式上場。
- 1963年（昭和38年）10月 - 日本初のカーステレオを開発。翌年発売。
- 1968年（昭和43年）3月 - 日本初のカセットカーステレオを発売。
- 1969年（昭和44年）8月 - 大阪証券取引所市場第二部に株式上場。
- 1970年（昭和45年）
  - 2月 - 東京証券取引所・大阪証券取引所市場第一部に指定替。
  - 12月 - 商号をクラリオン株式会社に変更。
- 1975年（昭和50年6月 - クラリオンガールをスタートさせる。アグネス・ラムが初代グランプリ。
- 1976年（昭和51年）8月 - 業務用カラオケ「カラオケ8」及びカセット編集デッキ「ダビングX」を発売。
- 1981年（昭和56年） - カーステレオ「City Connection」発売。
- 1992年（平成4年）2月 - 日本初の音声誘導式ナビゲーションを発売。
- 1998年（平成10年） - マイクロソフト社と共同で、世界初の車載コンピューター「Clarion AutoPC」を開発、発売。
- 2005年（平成17年）5月 - 業界初、国内向けにiPod対応AV一体型HDDナビ MAX950HDを発売。
- 2006年（平成18年）12月 - 日立製作所がTOBにより株式63.66%を取得し、日立製作所の連結子会社となる。
- 2007年（平成19年）
  - 1月 - 日立製作所より同業のザナヴィ・インフォマティクスの全株式の譲渡を受ける。
  - 8月 - 本社事務所をさいたま新都心へ移転し、名称を「本社事務所・技術センター」に変更。
  - 12月 - 同社のDVDセンターユニットが、カーAV機器として世界で初めて国際宇宙ステーションに採用されることを発表。
- 2009年（平成21年）4月 - 子会社のザナヴィ・インフォマティクスを吸収合併。
- 2010年（平成22年）10月 - 本社所在地をさいたま新都心へ移転し、名称を「本社・技術センター」に変更[6]。
- 2011年（平成23年）3月 - 世界初の車載用フルデジタルスピーカーを開発。
- 2012年（平成24年）6月 - 自動車向けクラウド情報ネットワークサービス「Smart Access」を構築。北米、日本でサービスを開始。
- 2013年（平成25年）
  - 5月 - Googleの音声認識・検索サービスを活用し「Smart Access」のクラウドサービスを拡充
  - 10月 - 次世代の音声認識技術「自然対話型音声認識」（Intelligent VOICE）を開発
- 2014年（平成26年）4月 - 商用車向け2.4GHzデジタルワイヤレスカメラシステムを発売。
- 2015年（平成27年）2月 - セントケア・ホールディング株式会社と高齢者向けの服薬支援装置「服薬支援ロボ」を共同開発し、発売。
- 2016年（平成28年）4月 - 新Full Digital Sound システムを開発、発売。
- 2018年（平成30年）10月 - 日立製作所がフランスの大手自動車部品会社フォルシア（Faurecia）に当社を899億円で売却すると正式に発表。
- 2019年（平成31年）
  - 3月1日 - フォルシアの子会社であるエナップ シス エスエーエスによる株式公開買付けが成立。
  - 3月25日 - 東京証券取引所市場第一部(現・プライム)上場廃止。
  - 3月28日 - 株式売渡請求により、エナップ シス エスエーエスの完全子会社となる。
  - 4月1日 - フォルシアグループのフランス・中国企業とクラリオンの３社を組み合わせた次世代車技術の開発組織「フォルシア　クラリオン　エレクトロニクス」が設立される[7]。
- 2021年（令和3年）1月1日 - 商号をフォルシアクラリオン・エレクトロニクス株式会社に変更。

## 主な取引先
- 鉄道関連
  - JR西日本
  - 富山地方鉄道
  - 西日本鉄道（子会社や西鉄バスも含む）
  - 水間鉄道
  - 岡山電気軌道
  - 遠州鉄道（鉄道だがバス用機器を使用している）

- バス関連
  - 道南バス CA-2000/2010
  - 北海道中央バス CA-2010･CK-4000
  - じょうてつ CA-2010（音声合成の系統設定器はなく、運賃箱の操作盤から各機器を一括設定）
  - 夕張鉄道 CA-2010/6000
  - 函館バス CA-2000/2010
  - 弘南バス
  - 宮城交通
  - ミヤコーバス
  - 福島交通（NORUCA非装着車（高速バス・空港連絡バス・急行バス等）の放送機器・運賃表示器を装着。NORUCA装着の一般路線車はレシップ製の放送機器・運賃表示器を装着）
  - 新潟交通（子会社含む）
  - 神奈川中央交通
  - 朝日自動車
  - 東武バス
  - 都営バス（東京都交通局）
    - 2007年度よりレゾナント・システムズ（以下、レゾナント）製への装置切替を行っており、2008年に取引終了（LED案内装置はクラリオン製を過半数の営業所で継続使用）

  - 西武バス（小平・立川・大宮・所沢の各営業所のみ、他はレゾナント製）
  - 関東バス
  - 東急バス CA-6000のみ
  - 京王電鉄バスグループ
    - 2009年度に代替採用された車両は、レゾナント・システムズ製の機器を使用している。また、傘下の西東京バスはレゾナント製を採用。

  - はちバス（西東京バス）旧型車のみ。新型車はレゾナント製を採用。
  - 遠鉄バス
  - 大阪市営バス→大阪シティバス
  - 近鉄バス
  - 阪急バス（レシップ製の機器交換進行中）
  - 水間鉄道
  - 北港観光バス
  - 阪神バス尼崎市内線（旧尼崎市交通局の路線で使用する車両。阪神線車両はレゾナント製を使用）
  - 尼崎交通事業振興
  - 神戸市交通局
  - 両備ホールディングス
  - 岡電バス（岡山電気軌道）
  - 下津井電鉄（下電バス）
  - 備北バス
  - 北振バス
  - 中鉄バス
  - 日本交通（大阪、鳥取、島根）
  - 日ノ丸自動車（鳥取）
  - 伊予鉄バス（一部の高速バス車両スピーカー）
    - その他の車両はパナソニック製またはレゾナント製を使用。

  - 瀬戸内運輸
  - 西鉄バス（子会社含む）
  - 九州産交バス
    - 2022年頃より子会社の車両は順次レシップ製の機器装置に切替を行っている。

  - 長崎自動車
    - 2010年度末頃より順次レシップ製の機器装置に切替を行っている。

  - 宮崎交通

- その他多数

- パワーアンプ・スピーカー
  - 警察（白バイ）
- 金融
  - りそな銀行
  - 野村證券